# Diócesis de Angra
La diócesis de Angra (en latín: Dioecesis Angrensis y en portugués: Diocese de Angra) es una circunscripción eclesiástica de la Iglesia católica en Portugal. Se trata de una diócesis latina, sufragánea del patriarcado de Lisboa. Desde el 4 de noviembre de 2022 su obispo es Armando Esteves Domingues.

## Territorio y organización

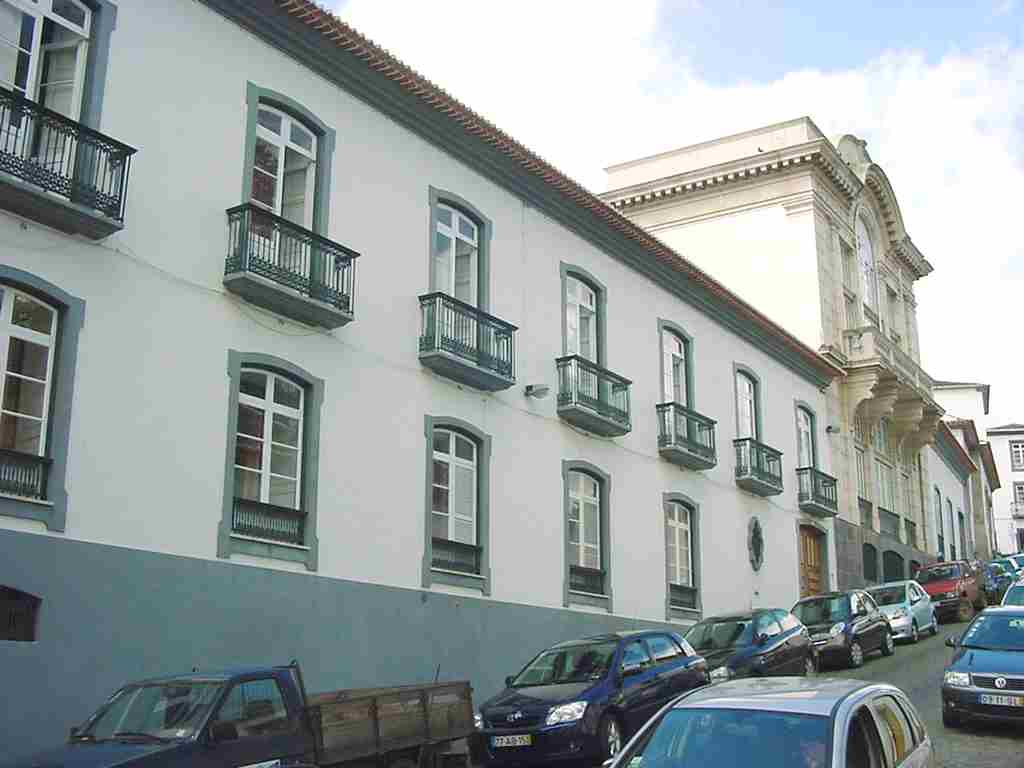
Seminario de Angra do Heroísmo

La diócesis tiene 2243 km² y extiende su jurisdicción sobre los fieles católicos de rito latino residentes en la región autónoma de las Azores.

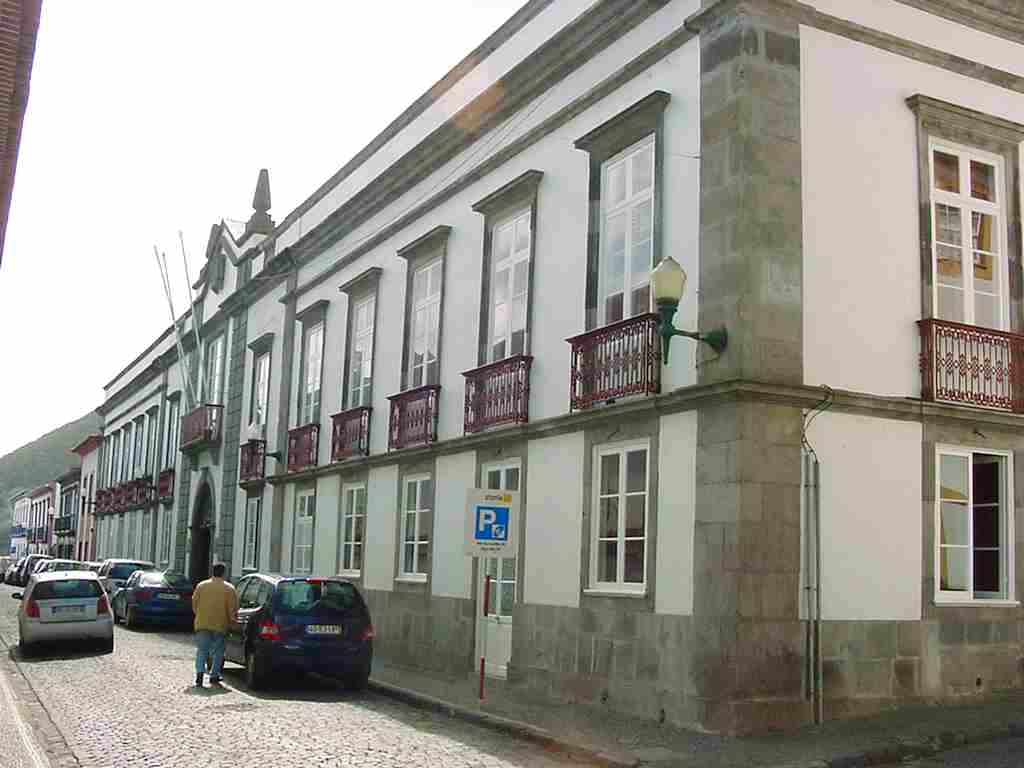
Palacio episcopal

La sede de la diócesis se encuentra en la ciudad de Angra do Heroísmo, en la isla Terceira, en donde se halla la Catedral del Santo Salvador.
En 2020 en la diócesis existían 165 parroquias agrupadas en 15 arciprestazgos.

## Historia
Las islas Azores fueron descubiertas en 1427 y oficialmente pasaron a ser posesión de Portugal en 1432. La colonización de las islas aún deshabitadas comenzó de inmediato. La jurisdicción temporal y espiritual se encomendó inicialmente a la Orden de Cristo, que gobernaba el archipiélago desde la sede de Tomar en Portugal. La jurisdicción espiritual terminó en 1514 cuando se erigió la diócesis de Funchal, a la que quedaron sujetas las Azores. La jurisdicción temporal terminó en 1551 cuando fueron incorporadas a la Corona portuguesa y sometidas al Padroado regio.
El aumento decisivo del número de colonos y la fundación de varias iglesias llevó a la erección de una diócesis en el archipiélago. El primer intento se hizo en 1533, cuando el 31 de enero de ese año el papa Clemente VII erigió la diócesis de São Miguel, pero el proyecto no se concretó debido a la muerte prematura del pontífice, lo que impidió la redacción y firma definitiva de la bula de erección.
El 3 de noviembre de 1534 mediante la bula Aequum reputamus del papa Paulo III, la diócesis de San Salvador fue reerigida, con su sede trasladada de la isla de São Miguel a la isla Terceira separando el territorio del archipiélago de las Azores de la arquidiócesis de Funchal.

5. Y también de las islas, tierras y provincias de la dicha Iglesia de Funchal, asignadas de otro modo a su diócesis de esta clase, toda la referida San Miguel y las adyacentes a ella, así como Tercia, San Jorge, da Graciosa, do Pico, y do Fayal, y das Flores, así como las islas llamadas do Corvo, que antiguamente estaban en la diócesis de Funchal, con todos y cada uno de sus campamentos, villas, lugares y distritos, las denominaciones de todos de lo cual el susodicho predecesor Clemente quiso que se tuviese por expresado; así como el clero y el pueblo, personas, iglesias, monasterios, hospitales y otros lugares piadosos y beneficios eclesiásticos, con cuidado y sin cuidado, seculares y regulares de cualesquiera órdenes, también habían sido desmembrados y separados permanentemente de la mencionada Iglesia y diócesis de Funchal.
Extracto traducido de la jurisdicción de la diócesis en la bula Aequum reputamus

Originalmente sufragánea de la misma arquidiócesis, el 3 de julio de 1551 pasó a formar parte de la provincia eclesiástica de la arquidiócesis de Lisboa (hoy patriarcado). La organización y administración de la diócesis estuvo sujeta al Padroado portugués, hasta la ley portuguesa de separación del Estado de las Iglesias de 1911.
La institución del seminario diocesano en 1862 se debió al obispo Estêvão de Jesus Maria. Hasta entonces los sacerdotes de la diócesis se habían formado en las casas de los numerosos institutos religiosos presentes en el archipiélago, y en particular en los colegios jesuitas de Angra, Ponta Delgada y Horta. En 1872 el obispo João Pereira Bothelho de Amaral y Pimentel fundó el Boletim Eclesiástico dos Açores, el órgano oficial de la diócesis.

## Estadísticas
Según el Anuario Pontificio 2021 la diócesis tenía a fines de 2020 un total de 232 969 fieles bautizados.
| Año                                                                             | Población            | Población | Población      | Sacerdotes | Sacerdotes    | Sacerdotes    | Bautizados por sacerdote | Diáconos permanentes | Religiosos | Religiosos | Parroquias |
| Año                                                                             | Bautizados católicos | Total     | % de católicos | Total      | Clero secular | Clero regular | Bautizados por sacerdote | Diáconos permanentes | Varones    | Mujeres    | Parroquias |
| ------------------------------------------------------------------------------- | -------------------- | --------- | -------------- | ---------- | ------------- | ------------- | ------------------------ | -------------------- | ---------- | ---------- | ---------- |
| 1959                                                                            | 319 131              | 320 774   | 99.5           | 295        | 288           | 7             | 1081                     |                      | 22         | 98         | 168        |
| 1970                                                                            | 300 995              | 302 632   | 99.5           | 266        | 255           | 11            | 1131                     |                      | 29         | 180        | 151        |
| 1980                                                                            | 251 000              | 255 400   | 98.3           | 210        | 202           | 8             | 1195                     |                      | 22         | 240        | 152        |
| 1990                                                                            | 266 000              | 269 110   | 98.8           | 175        | 170           | 5             | 1520                     |                      | 17         | 263        | 165        |
| 1999                                                                            | 257 389              | 260 653   | 98.7           | 165        | 156           | 9             | 1559                     | 1                    | 19         | 219        | 172        |
| 2000                                                                            | 257 020              | 260 569   | 98.6           | 158        | 150           | 8             | 1626                     | 1                    | 18         | 215        | 172        |
| 2001                                                                            | 256 920              | 259 567   | 99.0           | 179        | 171           | 8             | 1435                     | 2                    | 19         | 209        | 172        |
| 2002                                                                            | 245 030              | 249 030   | 98.4           | 170        | 162           | 8             | 1441                     | 2                    | 17         | 205        | 172        |
| 2003                                                                            | 234 157              | 241 763   | 96.9           | 176        | 167           | 9             | 1330                     | 2                    | 17         | 181        | 174        |
| 2004                                                                            | 238 425              | 257 380   | 92.6           | 172        | 161           | 11            | 1386                     | 2                    | 20         | 185        | 172        |
| 2006                                                                            | 231 243              | 241 763   | 95.6           | 153        | 145           | 8             | 1511                     | 1                    | 17         | 167        | 172        |
| 2012                                                                            | 236 746              | 246 746   | 95.9           | 152        | 143           | 9             | 1557                     | 5                    | 18         | 130        | 164        |
| 2015                                                                            | 228 285              | 247 066   | 92.4           | 147        | 139           | 8             | 1552                     | 5                    | 10         | 120        | 165        |
| 2018                                                                            | 213 800              | 245 237   | 87.2           | 137        | 129           | 8             | 1560                     | 7                    | 12         | 104        | 165        |
| 2020                                                                            | 232 969              | 254 417   | 91.6           | 129        | 123           | 6             | 1805                     | 7                    | 8          | 98         | 165        |
| Fuente: Catholic-Hierarchy, que a su vez toma los datos del Anuario Pontificio. |                      |           |                |            |               |               |                          |                      |            |            |            |

## Episcopologio
- Agostinho Ribeiro † (5 de noviembre de 1534-24 de septiembre de 1540 nombrado obispo de Lamego)
- Rodrigo Pinheiro † (24 de septiembre de 1540-24 de agosto de 1552 nombrado obispo de Oporto)
- Jorge de Santiago, O.P. † (24 de agosto de 1552-26 de octubre de 1561 falleció)
- Manuel de Almada † (18 de marzo de 1562-1566 renunció)
- Nuno Álvares Pereira † (25 de octubre de 1566-20 de agosto de 1570 falleció)
- Gaspar de Faria † (15 de octubre de 1571-19 de marzo de 1576 falleció)
- Pedro de Castilho † (4 de julio de 1578-3 de junio de 1583 nombrado obispo de Leiria)
- Manuel de Gouveia † (14 de marzo de 1584-4 de noviembre de 1596 falleció)
- Jerónimo Teixeira Cabral † (7 de enero de 1598-14 de mayo de 1612 nombrado obispo de Miranda)
- Agostinho Ribeiro † (29 de julio de 1613-12 de julio de 1621 falleció)
- Pedro da Costa † (2 de mayo de 1622-9 de septiembre de 1625 falleció)
- João Pimenta de Abreu † (8 de febrero de 1627-28 de diciembre de 1632 falleció)
- António da Ressurreição, O.P. † (4 de diciembre de 1634-8 de abril de 1637 falleció)
  - Sede vacante (1637-1671)
- Lourenço de Castro, O.P. † (18 de marzo de 1671-1 de diciembre de 1681 nombrado obispo de Miranda)
- João dos Prazeres, O.F.M. † (8 de marzo de 1683-1 de febrero de 1685 falleció)
  - Manuel da Natividade, O.F.M. † (18 de marzo de 1686) (obispo electo)[nota 1]
- Clemente Vieira, O.S.A. † (24 de noviembre de 1687-24 de septiembre de 1692 falleció)[4]
- António Vieira Leitão † (23 de noviembre de 1693-22 de mayo de 1714 falleció)
  - Sede vacante (1714-1716)
- João de Brito e Vasconcelos † (7 de diciembre de 1716-30 de diciembre de 1719 falleció)
- Manuel Álvares da Costa † (20 de enero de 1721-10 de enero de 1733 falleció)
  - Sede vacante (1733-1738)
- Valério do Sacramento, O.F.M.Ref. † (3 de septiembre de 1738-14 de julio de 1756 renunció)
- António Caetano da Rocha † (19 de julio de 1756-21 de julio de 1772 falleció)
- João Marcelino dos Santos Homem Aparício † (20 de diciembre de 1773-21 de mayo de 1782 falleció)
- José da Avé-Maria Leite da Costa e Silva † (16 de diciembre de 1782-30 de octubre de 1799 falleció)
- José Pegado de Azevedo † (20 de julio de 1801-19 de junio de 1812 falleció)
  - Sede vacante (1812-1815)
- Alexandre da Sagrada Família[nota 2] da Silva Garrett, O.F.M. † (18 de diciembre de 1815-23 de abril de 1818 falleció)
- Manuel Nicolau de Almeida, O.C.D. † (29 de mayo de 1820-11 de diciembre de 1825 falleció)
- Estêvão de Jesus Maria † (28 de enero de 1828-28 de julio de 1870 falleció)
- João Pereira Bothelho de Amaral y Pimentel † (22 de diciembre de 1871-27 de enero de 1889 falleció)
- Francisco Maria do Prado Lacerda † (27 de enero de 1889 por sucesión-23 de diciembre de 1891 falleció)
- Francisco José Ribeiro Vieira e Brito † (5 de marzo de 1892-8 de enero de 1902 nombrado obispo de Lamego)
- José Manuel de Carvalho † (9 de junio de 1902-24 de abril de 1904 falleció)
- José Correia Cardoso Monteiro † (10 de marzo de 1905-20 de junio de 1910 falleció)
- Manuel Damasceno da Costa † (2 de octubre de 1914-27 de enero de 1922 falleció)
- António Augusto de Castro Meireles † (20 de diciembre de 1923-20 de junio de 1928 nombrado obispo coadjutor de Oporto[nota 3])
- Guilherme Augusto Inácio da Cunha Guimarães † (20 de junio de 1928-17 de junio de 1957 falleció)
- Manuel Alfonso de Carvalho † (17 de junio de 1957 por sucesión-13 de diciembre de 1978 falleció)
- Aurélio Granada Escudeiro † (30 de junio de 1979-9 de abril de 1996 retirado)
- António de Sousa Braga, S.C.I. † (9 de abril de 1996-15 de marzo de 2016 retirado)
- João Evangelista Pimentel Lavrador (15 de marzo de 2016 por sucesión-21 de septiembre de 2021 nombrado obispo de Viana do Castelo)
- Armando Esteves Domingues, desde el 4 de noviembre de 2022